# Treudienst-Medaille (Rumänien)

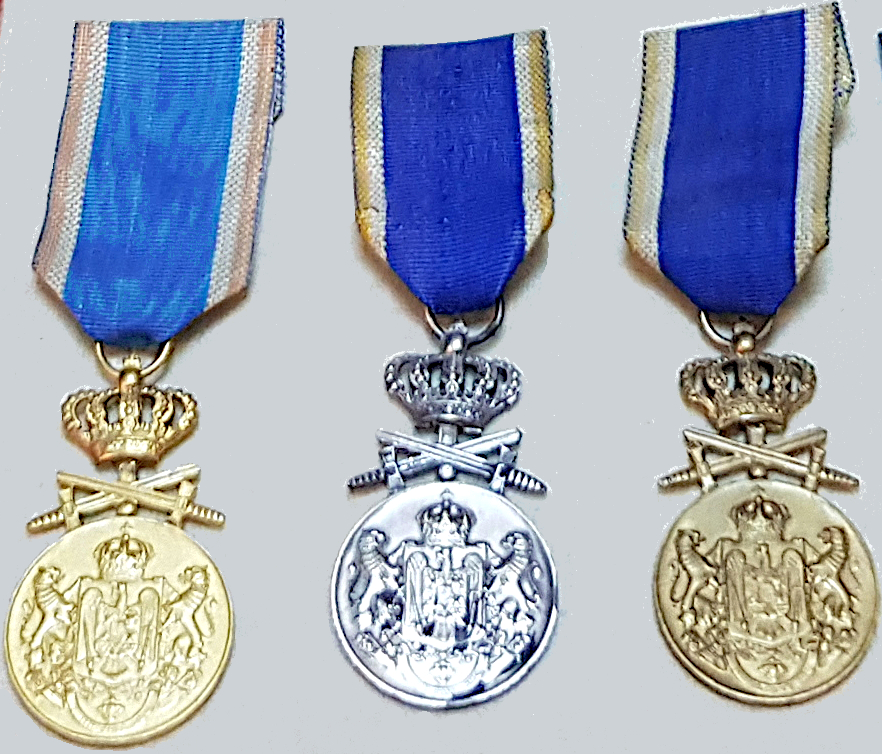
Alle drei Klassen der rumänischen Medaille für treue Dienste (Medalia "Serviciul Credincios"), Typ 1932.

Die Treudienst-Medaille wurde am 9. April 1878 durch Fürst Carol I. von Rumänien als Verdienstauszeichnung in zwei Klassen gestiftet. Per Dekret durch König Carol II. erfolgte am 7. März 1932 die Stiftung der III. Klasse. Gleichzeitig wurde die Zahl der Inländischen Inhaber der einzelnen Klassen beschränkt.

## Klassen
- I. Klasse – 3000 Inhaber
- II. Klasse – 6000 Inhaber
- III. Klasse – unbeschränkt

## Ordensdekoration
Das Ordenszeichen ist eine runde aus Bronze gefertigte Medaille, wobei die I. Klasse vergoldet und die II. Klasse versilbert ist. Sie zeigt mittig das von einer Krone überragte Wappenschild des Fürsten- bzw. Königshauses, dass links und rechts von zwei dem Wappenschild zugewendeten stehenden Löwen flankiert ist. Rückseitig, von einem aus Eichen- (links) und Lorbeerblättern gebildeten Kranz umschlossen, die zweizeilige Inschrift SERVICIU CREDINCIOS (Treue Dienste).
Zwischen Medaille und Tragering ist eine Krone angebracht. Bei einer Verleihung für Militärische Verdienste wurde die Medaille mit zwei gekreuzten Schwertern zwischen Ordenszeichen und Krone versehen.

## Trageweise
Getragen wurde der Orden bis 1932 an einem hellblauen Band mit einem gelben Mittelstreifen auf der linken Brustseite. Ab 1932 erfolgte die Verleihung der Auszeichnung an einem hellblauen Band mit einem gelben Mittel- und einem silbernen Randstreifen.

## Sonstiges
Während des Zweiten Weltkriegs in den Jahren 1941 bis 1944 wurde die Treudienst-Medaille mit Schwertern auch an Angehörige der deutschen Wehrmacht verliehen.